# Молсдорфски дворец
Молсдорфският дворец е бароков дворец в Молсдорф, квартал на гр. Ерфурт – столицата на федерална провинция Тюрингия, Германия.
Счита за един от най-красивите барокови дворци в Тюрингия. Днес замъкът принадлежи на фондация „Тюрингски дворци и градини“. Някога в някои от стаите на приземния етаж е имало ресторант за хранене. В замъка се помещава колекция от картини на художника Ото Кньопфер.

## Местоположение
Дворец Молсдорф се намира в южната част на квартал Молсдорф в гр. Ерфурт. Оригиналният дворцов комплекс включва двореца в центъра на комплекса, двете четирикрилни стопански постройки на имението – по-късно през комунизма използвани като ТКЗС – на североизток, църква на северозапад и прилежащия на юг парк.

## История

### До 1733 година
На мястото на днешния дворец е имало замък от 16 век, ограден с воден ров в селото Обердорф, вляво от църквата. В документ от 1114 г. са упоменати за първи път господарите на Молсдорф (конкретно: Емерих фон Молсдорф). По-късно господарите на Вицлебен и фон Тюна притежават замъка (Дитрих фон Вицлебен, 1432 г.; Хайнрих фон Вицлебен, 1450 г.; Ернст фон Вицлебен, 1530 г.). През 1616 г. селото и замъкът временно попадат под владението на фон Шварцбург-Зондерсхаузен, тогава все още граф Гюнтер фон Шварцбург-Арнщат.
Замъкът е преустроен като ренесансов дворец, който е проектиран през 18 век във вида на днешния бароков комплекс. В началото на 18-и имотът е придобито от тайния съветник Бахов, който го е преотстъпил на великобританския и курфюрстко-брауншвайгския легационен съветник и дрост [намесник на монарха] – Ото Кристоф Шулц (също Шулце ).

### Граф Готер
| lili                        |  | rere               |
| Дворец Молсдорф край Ерфурт |  | Гледка от югозапад |

| lili        |  | rere             |
| Южна фасада |  | Портата на парка |

През 1733 г. имперския граф и пруски посланик при виенския двор Густав Адолф фон Готер придобил двореца от вдовицата на Шулц. През годините 1734 г. до 1740 г. той го е превърнал във впечатляващ дворец в бароков стил с помощта на строителя-майстор Готфрид Хайнрих Кроне. Художественият дизайн на двореца е възложен на художниците Йохан Купецки и Антоан Пен, както и на мазача на стукатури Джовани Батиста Педроци. В същото време, по френски образец е създадена просторна градина в същия стил, украсена с голям брой съвременни скулптури. Задната фасада на стария замък била превърната в представителна градинска фасада на новия бароков дворец. Върху запълнения някогашен воден ров било изградено западното и източно крило на двореца. Създаден е красив портал между подравнените кулата от северната страна на двореца. Под ръководството на Кроне, не само градинската фасада достига своето великолепие, но и представителните стаи в южното крило. Сложната система надхвърля финансовите възможности на поръчителя на строежа. За пищния си начин на живот и обновяването на Молсдорф, той е похарчил три милиона талера за кратко време. Въпреки подкрепата от пруския крал Фридрих Велики и две лотарийни печалби от няколко милиона, той не успява да задържи Молсдорф. Още през 1748 г. той трябвал да продаде двореца и се заврърнал след това в пруския двор като Оберхофмаршал, където е провъзгласен за имперски граф от Фридрих II и изпратен във Виена.

### След Готер
През 1748 г. наследник на Готер като собственик на двореца е държавният министър на Вюртемберг фрайхер Хайнрих Райнхард Фрайхер Рьодер фон Швенде, който от своя страна го продава на херцог Фридрих III за около 80.000 талера. Тези собственици също били финансово прекомерно натоварени. Бароковата градина е преобразувана в стил на открит ландшафтен парк около 1820 г. по инициатива на херцога на Саксония-Гота; 150-те скулптури, за които се твърди, че са му дали „княжеска репутация“, са изчезнали, запазени са само няколко. Останки от бароковата градина все още могат да бъдат видяни в западния край на парка. В източната част на двореца е разположена малка барокова градина, в която са поставени няколко повредени скулптури като лапидариум. Графиня фон Гнайзенау разпорежда двореца да бъде преустроен в стил ар нуво между 1910 г. и 1922 г. През 1939 г. пруската държава купува двореца и терена, а райхсавтобанът е построен недалеч от южната граница на парка.
След Втората световна война град Ерфурт става правоприемник и собственик. През лятото на 1945 г. дворцовият комплекс се превръща във временен офис на полска организация за помощ, която се грижи за полските бежанци и жертвите на принудителен робски труд, които се връщат у дома. Последват ги немски изгнаници и бежанци. През 1948 г. дворецът се разминава на косъм от разрушението, поискано от Съветската военна администрация в Германия (SMAD). След това сградата служи като детски дом до 1954 г. Селскостопанското имението, принадлежащо към дворцовия комплекс, било предаден на новоучреденото ТКЗС в Молсдорф.
Първите възстановителни работи с цел цялостна реконструкция се извършват през 1950-те години. Реконструкцията продължава от края на 1950-те години. Изгубеният интериор е заменен, с разрешение на държавната служба по поддръжка на паметниците, с инвентарни предмети от отчуждени имения и селски дворци в района (напр. дворец Фридрихсверт). През 1966 г. обновената голяма бална зала е отворена за обществеността. По-късно в двореца са извършени обширни ремонти и модернизации (централно отопление, санитарна техника, електричество, противопожарна защита) и е създадено кафене в кухненската част на двореца.
Дворецът е бил използван като място за провеждане на търгове на предмети на изкуството и на антики от държавната служба за търговия с предмети на изкуството на ГДР. Тук редовно се провеждали културни събития и концерти на камерна музика. От 1990 г. замъкът е основно реновиран и след това отворен за посетители.